# たきび
たきびは、焚き火（たきび）についてうたった日本の童謡。作詞は巽聖歌、作曲は渡辺茂。
日本音楽著作権協会（JASRAC）には『たき火』として登録され、渡辺茂（2002年没）・巽聖歌（1973年没）とも没後70年を経過していないので、著作権は有効である。

## 楽曲解説
1941年（昭和16年）に、NHKのラジオ番組『幼児の時間』の番組案内テキスト『ラジオ小国民』で詞が発表され、同年の12月に『幼児の時間』の放送内で楽曲が発表された。第二次世界大戦後の1949年（昭和24年）にも、NHKのラジオ番組『うたのおばさん』で松田トシや安西愛子が歌い、大衆に広まった。2007年（平成19年）には日本の歌百選に選出された。
作曲を手掛けた渡辺は、巽の手掛けた詞について「ほのぼのとした暖かい気持ち」になり「うた心、こども心」を捉えた詞だと評している。北風が吹くさまを表現した、印象に残る擬音語「ぴいぷう」は、北国（岩手県紫波町）出身の巽だからこそ考えついたものだという指摘がある。
素朴さを感じさせる曲は子供の声の音域を考慮し、全体的に歌いやすい高さにまとめている。「たきびだたきびだ」のように2度目に繰り返す箇所は、子供の高まった感情を表現するために、1度目の繰り返しよりも音程が高くなっている。続く「あたろうか」の詞の箇所はリズムが変化しているが、明るい声を発することが容易となり、暖かい雰囲気の演出につながっている。そして、誰にもわかりやすい旋律を用いてまとめている。2015年行われた全国童謡ランキングで18位になっている。

## 完成への経緯

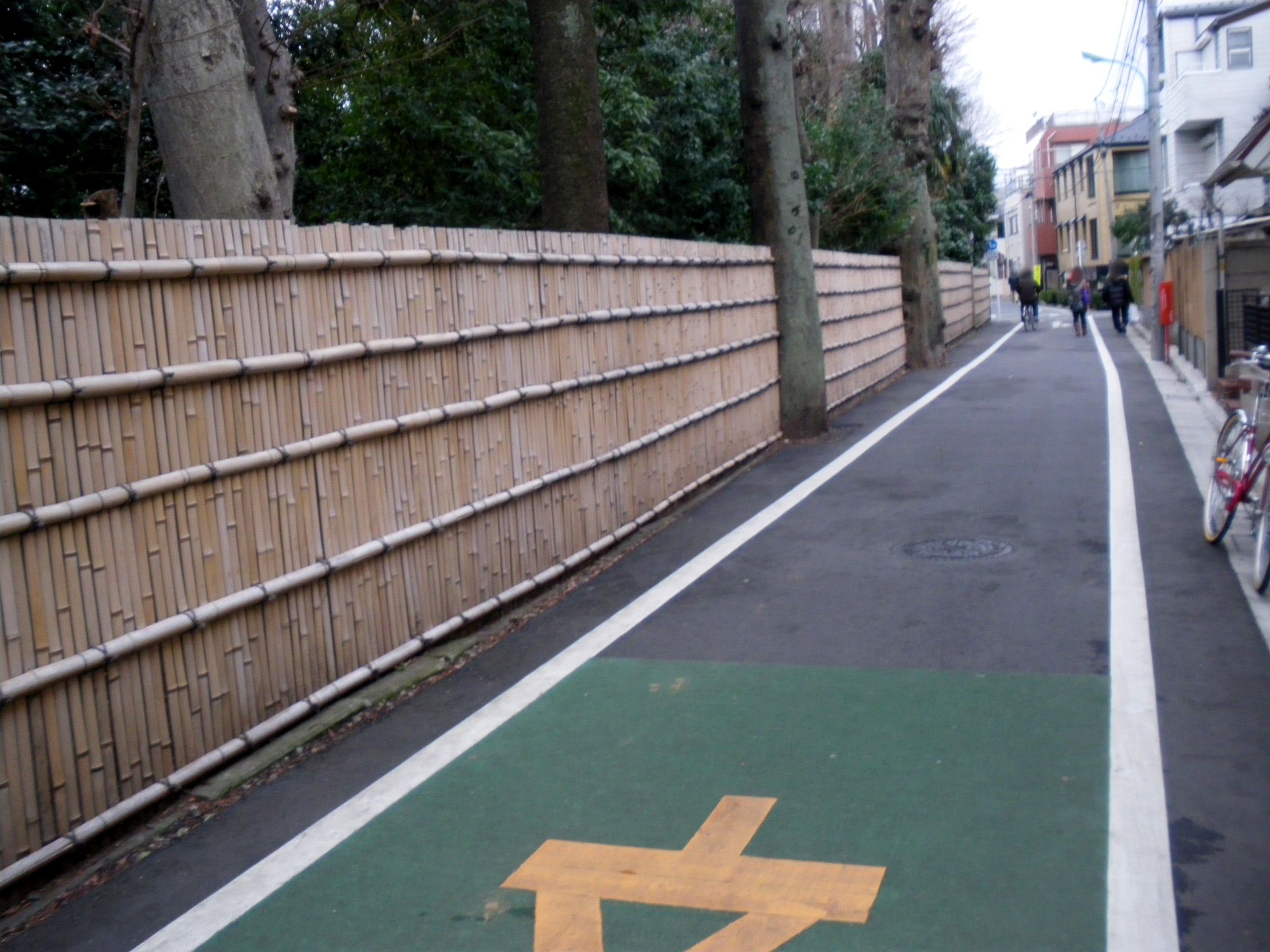
中野区上高田にある『たきび』の歌発祥の地。一般人の住居であるが、中野区による説明板がここの傍にある。歌詞冒頭の垣根の風情が現在も見ることができる。

巽は、現在の東京都中野区上高田（当時は東京市）に在住しており、自宅の近辺には樹齢300年を越す大きなケヤキが6本ある「ケヤキ屋敷」と呼ばれる家があった。その家にはケヤキの他にもカシやムクノキなどがあり、住人はその枯葉を畑の肥料にしたり、焚き火に使ったりしていた。「ケヤキ屋敷」の付近をよく散歩していた巽は、その風景をもとに詞を完成させた。この場所には、「『たきび』のうた発祥の地」という説明板が中野区役所により設置されている。
同年の9月に、『幼児の時間』の「歌のおけいこ」コーナー12月分で放送するために巽の詞に曲を付けて欲しいと、NHK東京放送局から渡辺のもとに依頼があった。詞を見て「ずっと捜し求めていた詞」だと感じた渡辺は、「かきねのかきねの」「たきびだたきびだ」などの繰り返す言葉を気に入り、詞を口ずさんでいるうちに自然にメロディが浮かび、10分ほどで五線譜に音符を書き込み完成させた。

## 発表後の反響

### 戦中
12月9日と10日の『幼児の時間』で楽曲が流された。当初は12月9日から3日間の放送で流すことを予定していたが、12月8日に太平洋戦争が勃発したために、初日に放送されると軍当局から「焚き火は敵機の攻撃目標になる」「落ち葉は風呂を炊く貴重な資源だからもったいない」とNHKに批判があり、11日の放送は戦時番組に切り替えられた。

### 戦後
1949年に『うたのおばさん』で放送されたことで全国の幼稚園や保育園や小学校に広まり、1952年（昭和27年）からは小学1年生の音楽の教科書にも掲載されるようになったが、消防庁から「町角の焚き火は危険」「防火教育にさしつかえないよう考えて欲しい」と批判があった。それを受けて、教科書に掲載する際には挿絵に焚き火と人物だけでなく、火消し用の水が入ったバケツが描かれるようになった。
また、「しもやけおててがもうかゆい」とある2番の歌詞に着目した化粧品会社が、子供用クリームの宣伝にこの作品を使いたいと、巽のもとに依頼がきたこともある。巽は宣伝に使われれば高額のギャラが入ることを知りつつも、「教科書に載っている歌を宣伝に使うのは困る」と断った。

## 歌碑
巽の生誕地にある紫波町総合公園、巽が中野区から引っ越して生涯住み続けた東京都日野市にある旭が丘中央公園、そして兵庫県明石市の二見公園の3ヶ所にある。